# Аннона (богиня)
Анно́на (от латинского «annus» — буквально «год») — в древнеримской религии и мифологии богиня, благословлявшая и охранявшая жатву. Именно ей римляне возносили свои молитвы с просьбой собрать урожай без потерь.
На произведениях искусства Аннона нередко изображалась вместе с покровительницей урожая и плодородия богиней Церерой. В одной руке богиня Аннона обычно держит рог изобилия или сноп колосьев, а в другой руке у неё, как правило, судовой руль или якорь. Морские атрибуты были своеобразным благословением на благополучные перевозки и бесперебойные поставки зерна в Древний Рим по морю.
Иногда, словом «аннона» у древних римлян называлась также годовая жатва хлеба или совокупность жизненных припасов на рынке или, наконец, сама цена зернового хлеба (отсюда произошло выражение «аннонарные законы» — то есть законы, касавшиеся хлебной торговли).